# Porto da Lua
O Porto da Lua é o nome popularmente dado ao porto de Bordéus, que faz uma larga curva em forma de lua crescente.
Desde junho de 2007, esta parte da cidade de Bordeaux é um Patrimônio Mundial da Humanidade pela UNESCO.
A margem esquerda foi no século XVI ao século XX, o local principal de porto de comércio muito ativo de Bordéus.

## Imagens

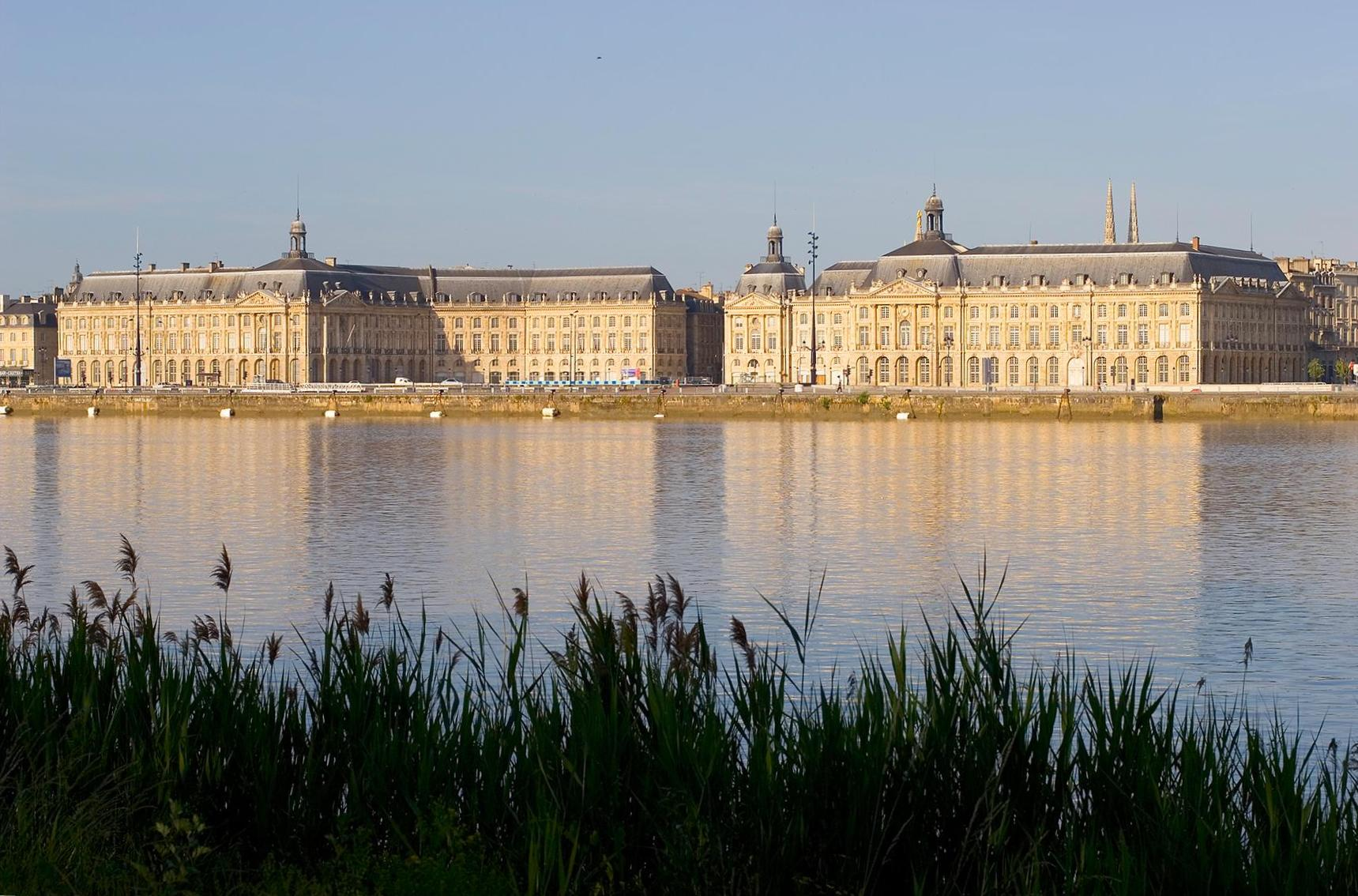
Quais de Bordéus.
Brasão de Bordéus.